# Maria Bruno
Maria Bruno (Rio de Janeiro, 28 de agosto de 1992) é uma nadadora da modalidade sincronizada brasileira. Representou o Brasil nos Jogos Olímpicos de Verão de 2016, no Rio de Janeiro. É medalhista em Jogos Pan-Americanos.
É atleta do Fluminense Football Club.

## Carreira
Antes de ingressar no nado artístico, Maria se dedicava à ginástica artística e à natação. Chegou à seleção brasileira em 2007. Em 2010, foi medalha de bronze no duelo durante a Copa Latina ao usar o tema do filme Batman: The Dark Knight. Disputou os Jogos Pan-Americanos de 2011, em Guadalajara, chegando à medalha de bronze por equipes.
Integrou a equipe nacional que disputou o Campeonato Mundial de Esportes Aquáticos de 2011, em Xangai, na China. O time terminou em 12º lugar.
Voltou a competir por equipe no Campeonato Mundial de Esportes Aquáticos de 2013. Melhorou o desempenho, ficando em décimo lugar.
Esteve nos Jogos Pan-Americanos de 2015, na disputa por equipes. Com o tema "carnaval", o time ficou perto da medalha de bronze, terminando em quarto lugar.
Maria Bruno competiu nos Jogos Olímpicos de 2016, com a equipe. O time terminou em 6º lugar, com 171.9985 pontos. 
Voltou a estar presente em um Pan na edição de 2019. Com o tema "povos indígenas", a equipe brasileira voltou a ficar em quarto lugar.
Competiu em 2023 no Mary Rose Invitational 2023, na Flórida, nos Estados Unidos. Venceu a disputa ao lado de Luisa Borges.